# Ambia obliquistriga
Ambia obliquistriga is een vlinder uit de familie van de grasmotten (Crambidae). De wetenschappelijke naam van de soort is voor het eerst gepubliceerd in 1916 door Lionel Walter Rothschild.
De spanwijdte bedraagt 12 millimeter.
De soort komt voor in Papoea (Indonesië).